# Kim Seon-yeong
Dans ce nom coréen, le nom de famille, Kim, précède le nom personnel.
Kim Seon-yeong, née le 18 mai 1993, est une curleuse sud-coréenne. 

## Carrière
Elle est médaillée d'argent du tournoi féminin de curling aux Jeux olympiques d'hiver de 2018.
Elle est aussi médaillée d'argent des Jeux asiatiques d'hiver de 2017 et vice-championne du monde junior en 2014.